# Андоррцы
Андо́ррцы, андорра́нцы (кат. andorrañs) — народ, коренное население Андорры. Говорят на северозападном диалекте каталонского языка. Являются потомками каталонских крестьян, заселивших в древности горные долины. Общее количество коренных андоррцев 34 989 человек.
По культуре близки каталонцам, однако имеют сильно выраженное этническое самосознание, основанное на вековых исторических традициях и усиливающееся в связи с массовой иммиграцией.
В связи с наплывом иностранцев (в первую очередь, испанцев и португальцев) в последние годы в законодательство внесены изменения, усложняющие порядок получения гражданства Андорры.
Религиозная принадлежность: христиане, большинство андорранцев являются католиками. Национальная святыня андоррцев — Богоматерь Меритчельская (подлинная статуя сгорела в 1972 году), женское имя Меритчель очень популярно.